# 2002 في اليابان
فيما يلي قوائم الأحداث التي وقعت خلال عام 2002 في اليابان.

## سياسة

### تعيين في المنصب
- 30 يناير – جونيتشيرو كويزومي وزير الشؤون الخارجية [الإنجليزية]‏.
- 30 سبتمبر – ساداكازو تانيغاكي رئيس الهيئة الوطنية للسلامة العامة [الإنجليزية]‏.

### انتهاء فترة المنصب
- 1 فبراير – جونيتشيرو كويزومي وزير الشؤون الخارجية [الإنجليزية]‏.

## رياضة
- 1 يناير – كأس العالم لكرة القدم 2002 الفائز منتخب البرازيل لكرة القدم.
- 30 يونيو – نهائي كأس العالم لكرة القدم 2002 الفائز منتخب البرازيل لكرة القدم.
- 13 أكتوبر – جائزة اليابان الكبرى 2002 الفائز مايكل شوماخر.

## ظهور
- 1 يناير – كافكا على الشاطئ رواية من تأليف هاروكي موراكامي.

## أفلام
من الأفلام التي صدرت هذه السنة في اليابان:
- 1 يناير – اللوح الأسود من إخراج سميرة مخملباف.
- 1 يناير – المحقق كونان: خيال شارع بيكر من إخراج كينجي كوداما.
- 1 يناير – اليوم الذي ولدت فيه من إخراج سوسومو واتانابي.
- 1 يناير – إينوياشا: قلعة ما وراء المرآة من إخراج Toshiya Shinohara [الإنجليزية]‏.
- 11 يونيو – لارا كروفت: تومب رايدر من إخراج سيمون ويست.
- 2 أكتوبر – الحلقة من إخراج غور فيربينسكي.
- 18 أكتوبر – جو-أون: الحقد من إخراج تاكاشي شيموزو.

## برامج ومسلسلات وأنمي
- الدراج المقنع

## كتب
من الكتب التي صدرت هذه السنة في اليابان:
- 1 يناير – كافكا على الشاطئ من تأليف هاروكي موراكامي.

## وفيات

### أبريل
- 2 أبريل – شيجيو سوجيموتو (مواليد 1926) لاعب كرة قدم ياباني.

### مايو
- 7 مايو – ماساكاتسو مياموتو (مواليد 1938) لاعبو كرة قدم يابانيون.
- 13 مايو – موريهيرو سايتو (مواليد 1928)

### يونيو
- 22 يونيو – يوشيو أوكادا (مواليد 1926) لاعب كرة قدم ياباني.

### أكتوبر
- 25 أكتوبر – كوكي إيشي (مواليد 1940) سياسي ياباني.

### نوفمبر
- 21 نوفمبر – نوريهيتو أمير تاكامادو (مواليد 1954)